# Liste der Naturdenkmale in Obrigheim (Baden)
| Naturdenkmale | Anzahl |
| ------------- | ------ |
| FND           | 0      |
| END           | 9      |
| Gesamt        | 9      |

Die Liste der Naturdenkmale in Obrigheim nennt die verordneten Naturdenkmale (ND) der im baden-württembergischen Neckar-Odenwald-Kreis liegenden Gemeinde Obrigheim. In Obrigheim gibt es insgesamt neun als Naturdenkmal geschützte Objekte, keines ist ein flächenhaftes Naturdenkmal (FND), alle sind Einzelgebilde-Naturdenkmale (END).
Stand: 1. November 2016.

## Einzelgebilde (END)
| Name                     | Bild | Kennung     | Einzelheiten | Position | Fläche Hektar | Datum        |
| ------------------------ | ---- | ----------- | ------------ | -------- | ------------- | ------------ |
| Friedenslinde            |      | 82250741805 | Obrigheim    | ???      | 0,0           | 1. März 1984 |
| Hainbuche                |      | 82250741802 | Obrigheim    | ???      | 0,0           | 1. März 1984 |
| Kastanie                 |      | 82250741808 | Obrigheim    | ???      | 0,0           | 1. März 1984 |
| Linde, Buche, Eiche      |      | 82250741806 | Obrigheim    | ???      | 0,0           | 1. März 1984 |
| Linde                    |      | 82250741809 | Obrigheim    | ???      | 0,0           | 1. März 1984 |
| Sechs Eichen             |      | 82250741804 | Obrigheim    | ???      | 0,0           | 1. März 1984 |
| Speierling               |      | 82250741801 | Obrigheim    | ???      | 0,0           | 1. März 1984 |
| Wilhelm-Rüdinger-Eiche   |      | 82250741803 | Obrigheim    | ???      | 0,0           | 1. März 1984 |
| Zwei Linden              |      | 82250741807 | Obrigheim    | ???      | 0,0           | 1. März 1984 |
| Legende für Naturdenkmal |      |             |              |          |               |              |